# Kỷ Vũ công
Kỷ Vũ công (chữ Hán: 杞武公; trị vì: 750 TCN-704 TCN), là vị vua thứ sáu của nước Kỷ - chư hầu nhà Chu trong lịch sử Trung Quốc.
Theo Sử ký, ông là con của Kỷ Mưu Thú công, họ Tự. Năm 750 TCN, ông lên nối ngôi vua.
Sử ký không nêu rõ các sự kiện lịch sử trong thời gian ông làm vua. Năm 704 TCN, ông mất, làm vua tất cả 47 năm. Con ông là Kỷ Tĩnh công lên nối ngôi vua.